# Porto Maurizio
Porto Maurizio (U Portu in dialetto portorino, O Pòrto in ligure) è, assieme a Oneglia (da cui è divisa dal torrente Impero), uno dei due abitati che formano la città di Imperia. È definito dagli strumenti urbanistici del comune come una unità insediativa.
Prima di essere accorpato con Oneglia, in un unico Comune, Porto Maurizio fino al 1923 è stato un Comune autonomo, nonché capoluogo dell'allora Provincia di Porto Maurizio.

Stemma di Porto Maurizio quando era un comune autonomo.

## Storia
Di probabili origini romane, Porto Maurizio nel Medioevo è stato un Comune autonomo, anche se legato da stretti patti di alleanza e dipendenza alla vicina e potente Repubblica di Genova, noto in tutto il Mediterraneo per la produzione ma soprattutto il commercio dell'olio di oliva. 
Dopo il periodo napoleonico fu annesso al Piemonte e poi confluì nel Regno d'Italia.
Durante la prima guerra mondiale, dal maggio 1917, era sede di una Sezione Idrovolanti che nella primavera 1918 diventa 267ª Squadriglia che rimane fino al 30 gennaio 1919.
Nel 1923 si fuse con Oneglia e altri centri minori nel nuovo comune di Imperia.

### Simboli
Precedentemente all'unificazione con Oneglia, Porto Maurizio aveva come stemma una differente rappresentazione grafica.

Dopo essersi unito con Oneglia, ha trasformato il proprio stemma con questa rappresentazione:

## Monumenti e luoghi d'interesse

### Architetture religiose

#### Basilica di San Maurizio

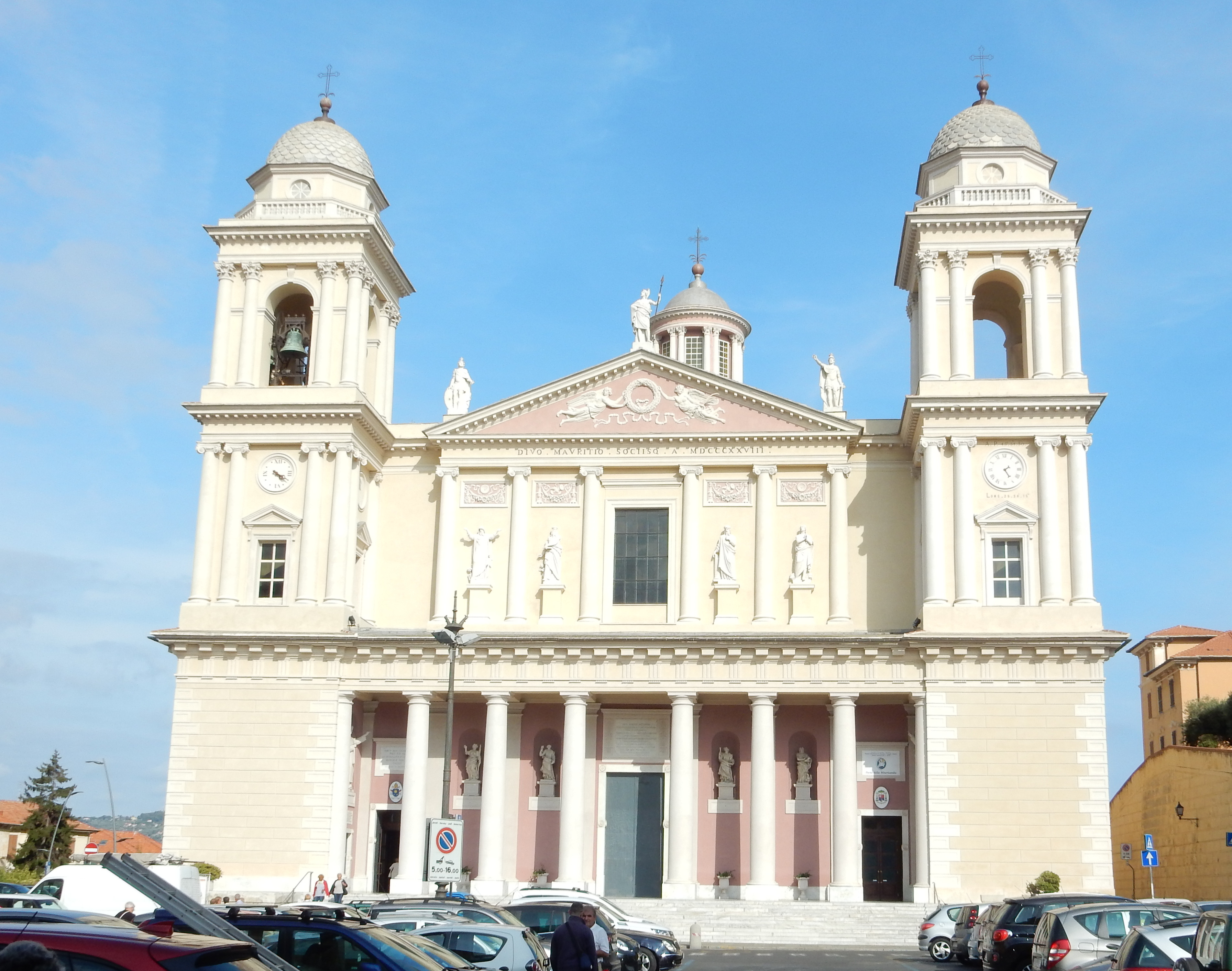
La Basilica di San Maurizio a Porto Maurizio

Sorge al centro della città, appena fuori dal nucleo medievale del Parasio ed è la più grande chiesa della Liguria. Il grandioso edificio, in stile neoclassico, su progetto di Gaetano Cantoni, fu consacrata il 28 ottobre 1838, Protagonista dei cicli pittorici che decorarono questa chiesa nei decenni attorno alla metà dell'Ottocento fu Leonardo Massabò.

#### Altri edifici religiosi
- Ex oratorio della confraternita femminile di santa Caterina d'Alessandria, oggi conosciuta popolarmente col nome di "chiesa di San Leonardo da Porto Maurizio", che confina con la casa natale del santo patrono di Imperia (visitabile), in via santa Caterina, nel borgo medioevale di Porto Maurizio. Nella casa natale sono contenuti suoi oggetti personali (libri sacri, il saio, il cilicio) e il calco funebre del volto. All'interno dell'ex oratorio, un altare di Giovanni Battista Casella (1667) con marmo fior di pesco e tele di Gregorio De Ferrari (il suo capolavoro L'Addolorata e le anime purganti) e Sebastiano Conca (Morte di san Giuseppe)
- Chiesa barocca di Santa Chiara, sempre nel borgo medioevale, facente parte di un convento di monache di clausura (tuttora esistente). Vi sono conservate S. Domenico Soriano e Madonna di Domenico Fiasella e Madonna col Bambino e Santa Caterina del Conca. Il piccolo campanile ha una curiosa cupoletta con sezione triangolare. Annesso al convento è uno splendido loggiato, che domina il mare dall'alto del Parasio e incorpora un'antica torre di avvistamento contro i pirati.
- Chiesa di S. Maria Maddalena e annesso (ex) convento dei Padri Cappuccini, poi delle Carmelitane (ora trasformato in struttura per anziani), a Borgo Foce
- Chiesa di San Giuseppe, a Borgo Fondura
- Chiesa dell'Immacolata e annesso convento dei Padri Cappuccini, tuttora in uso, in Piazza Roma.
- Cappella medievale (sconsacrata) dei Cavalieri di Malta dedicata a S. Giovanni Battista, a Borgo Marina: si segnala per i portali e l'abside gotico. L'ospizio forniva ospitalità agli appartenenti all'antico ordine cavalleresco in corrispondenza di un importante scalo marittimo delle rotte mediterranee. Nel 1365 vi sostò anche Francesco Petrarca, di ritorno da Avignone.

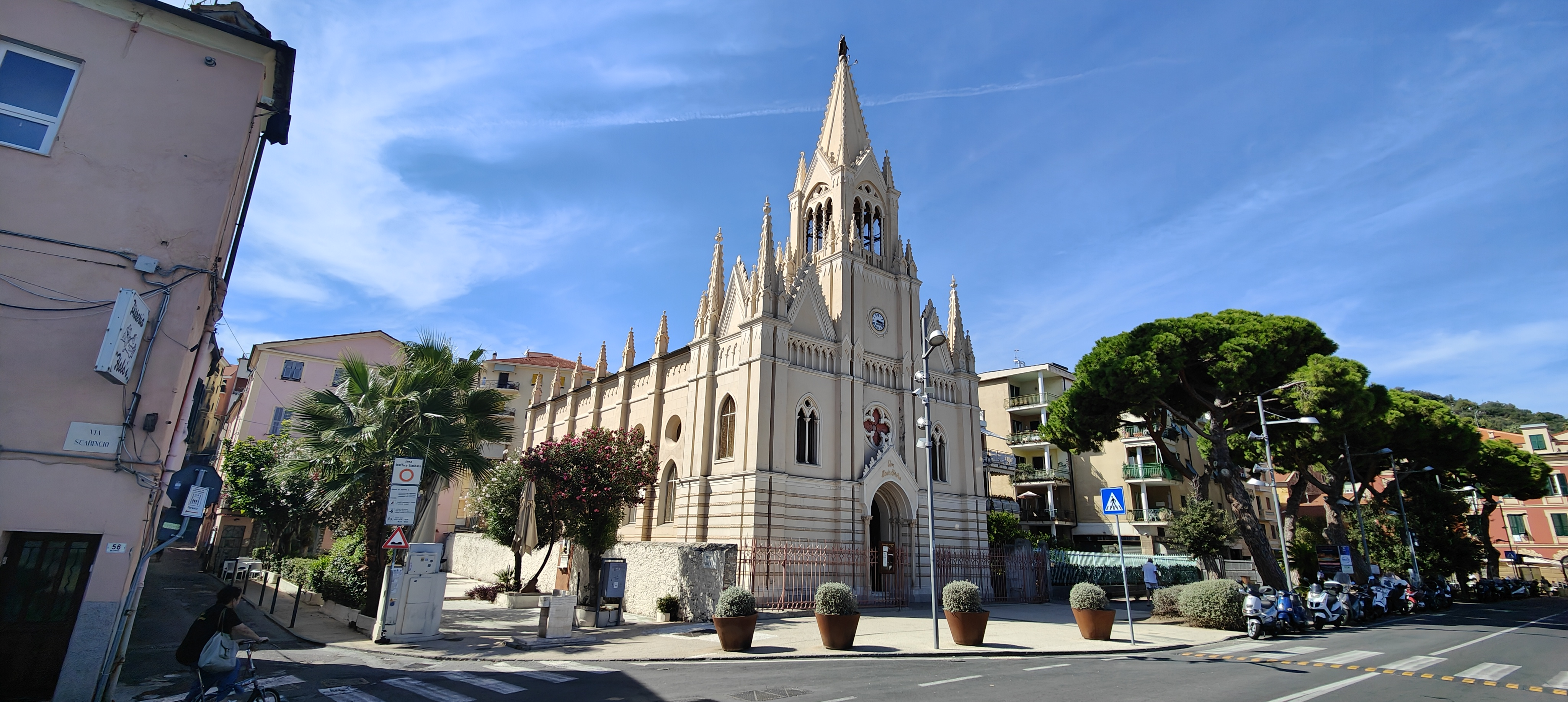
Chiesa Ave Stella Maris

- Chiesa Ave Maris Stella, bianca e in stile neogotico, di fronte al bacino portuale di Borgo Marin
- Chiesa di San Bartolomeo a Caramagna

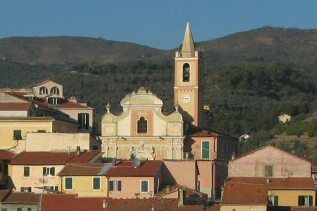
Chiesa di San Bartolomeo, Caramagna

- Oratorio di San Pietro in stile barocco, con un piccolo campanile triangolare posto su un'antica torre cilindrica di avvistamento, sempre nella parte occidentale del borgo medioevale. La costruzione attuale, di fine settecento, è legata a una confraternita di disciplinanti, che fu fondata, per unione di tre antiche casacce medioevali, il 5 settembre 1599. L'oratorio fu completamente affrescato da Tommaso Carrega nel 1790/91 e conserva, all'interno, arredi processionali ed una particolare composizione barocca, detta cartelami ,che erano grandi cartoni dipinti a tema sacro con figure a grandezza naturale, usati nelle rappresentazioni sacre del Seicento.
- Oratorio di Santa Caterina, in via S. Maurizio.
- Santuario di Santa Croce alla sommità del Monte Calvario (un colle di fronte a Porto Maurizio, a ponente, il cui vero nome è Monte Gagliardone)

Tutte le ultime tre chiese sono sedi di antiche confraternite.

### Architetture civili
- Palazzo Lercari-Pagliari;
- Palazzo Lavagna;
- Palazzo Strafforello;
- Villa Carpeneto;
- Villa Faravelli;
- Villa Varese;
- Casa di san Leonardo, casa natale del santo patrono di Imperia al Parasio.
- Ospizio dei Cavalieri di Malta in Borgo Marina, del XIII secolo, che diede ospitalità a Francesco Petrarca. Pressoché intatta l'abside e ancora visibile anche se molto deteriorato un affresco murale raffigurante la croce di Malta sul muro esterno sopra la porta laterale dell'edificio.
- Teatro Cavour ex municipio;
- Torre di Prarola (costruita per l'avvistamento dei pirati saraceni), sul mare subito ad ovest di Porto Maurizio;
- Porta Martina, ultima testimonianza delle mura medievali al Parasio (Porto Maurizio).

### Architetture militari
Molte delle torri di avvistamento, a base sia rotonda sia quadrata, sono ancora oggi visibili (qualcuna è stata trasformata in abitazione, ma la sua funzione originaria rimane ancora leggibile). La più famosa ed ancora oggi ben visible, direttamente sul mare, è laTorre di Prarola, immediatamente a ovest del centro storico.
Le mura di Porto Maurizio non esistono più, né la cerchia medievale, più stretta, né quella successiva, rinascimentale. La cerchia più recente comprendeva, seguendo la tecnica militare di allora, quattro baluardi sporgenti:
- della SS.Nunziata: dove fu poi costruita l'attuale Basilica di San Maurizio;
- di S. Bernardo (o del Macello): nella zona di fronte alla Basilica;
- di S. Gio Batta (o della Foce o Miradore delle Erbe): è l'unico in parte rimasto, adiacente all'attuale Palestra Maggi (in via Barnabò Silorata);
- di S. Maurizio (o Miradore d'Oneglia): in cima all'attuale via Aurelio Saffi. La fortificazione è scomparsa, ma i muri di sostegno dei palazzi sulla Piazzetta Miradore inglobano ancora una piccola garitta, risalente probabilmente a quell'epoca.

Le mura comprendevano tre porte principali:
- Porta Martina: una doppia porta ad arco che fa capire quanto fosse piccola allora la città. Quella superiore è quella medievale ed è l'unica rimasta intatta. L'inferiore, rinascimentale, si trova in cima all'attuale via Carducci (ex Via Maria Cristina, luogo di nascita del poeta Conte Giuseppe). In passato era molto più grandiosa, ma la costruzione originale fu smontata e trasportata a Genova[11] dove per anni, col nome di Porta Pila, segnò la fine dell'attuale via XX Settembre. Quando questa strada fu allargata, la porta fu nuovamente spostata appena sopra la stazione di Brignole, dove si può vedere tuttora (e naturalmente non fu più restituita a Porto Maurizio, nonostante varie richieste in tal senso);
- Porta da Strà: era fra i baluardi della Nunziata e di S. Bernardo e immetteva direttamente, dall'attuale via S. Maurizio, nel centro commerciale del borgo (Ina strà, l'attuale via Strafforello). Non ne resta più nulla;
- Porta di S. Gio Batta (o della Foce o delle Erbe): nei pressi del bastione omonimo. Anche se la porta non esiste più, è comunque rimasto identico il sottopasso che porta verso Borgo Foce tramite la muntà di Féri ("salita dei ferri"), l'attuale via Bartolomeo Bossi.

### Altro
- Piazza Roma, una delle piazze più conosciute, qui si trovano gli edifici scolastici (al cui interno si trova l'Osservatorio Meteorologico e Sismico).
- Giardini Winter, prendono il nome dall'ufficiale inglese "Thomas Winter", nati a fine '800, recentemente riqualificati.[12]
- Giardini "Città di Rosario", intitolati in onore del gemellaggio con la città di Rosario.
- Busto di Felice Cascione, partigiano medico, di cui la piscina comunale ne prende il nome.

### Monumenti
- Monumento a Giuseppe Garibaldi, raffigurato in riposo su uno scoglio, opera di Tancredi Pozzi del 1904. Nel 1923 la statua si trovava più in basso, sulla Via Aurelia (poi Viale Matteotti), poi fu spostata al centro di piazza Roma.
- Monumento in bronzo Ai Cap-Hornier, dedicata ai tanti marittimi di tutti i paesi che, al tempo della navigazione a vela, avevano doppiato il mitico Capo Horn, Il monumento, che raffigura un timoniere mentre affronta le intemperie coperto da una cerata, si trova alla base del Molo Lungo, all'ingresso del porto.

## Società

### Tradizioni e folclore
Gli abitanti di Porto Maurizio vengono spesso chiamati Cacelòtti, poiché nei secoli scorsi la famiglia locale dei Cacello forniva i boia per le esecuzioni capitali, mentre quelli di Oneglia erano detti Ciantafùrche (costruttori di forche), perché costruivano il patibolo in uno scoglio piatto sul mare (detto appunto e Giüstìxe - "Le Giustizie"), in una zona fra le due località, ora interrata a causa delle espansioni edilizie del Novecento.
La cittadinanza, in tempi in cui non esistevano assistenze pubbliche, era organizzata in confraternite a scopo religioso e assistenziale. Alcune (come la Confraternita della Buona Morte, che forniva i servizi funerari) si sono estinte, altre invece esistono ancora:
- Confraternita di S. Pietro;
- Confraternita della Santissima Trinità;
- Confraternita di S. Caterina (detta delle Caterinette);
- Confraternita di Sant Antonio (Borgo Marina).

Un fatto curioso che riguarda la società portorina è la loro familiarità con i costumi sabaudi, diventati di uso comune in città. A differenza della Contea di Nizza e del Principato di Oneglia, seppur Stati dove la figura del regnante era ricoperta da un membro della casata Savoia, i loro costumi rimasero sempre più grezzi e popolari

## Cultura

### Istruzione

#### Biblioteche
- Biblioteca del Polo Universitario di Imperia, il cui patrimonio librario supera i 67.000 volumi.[14]

#### Ricerca

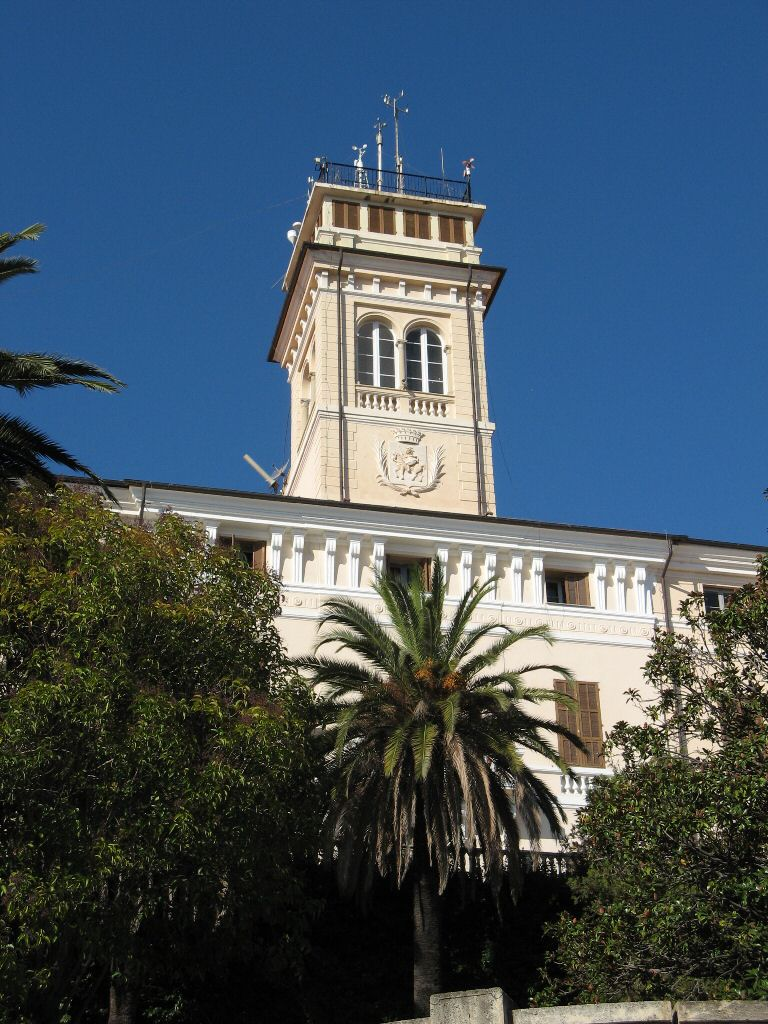
La torretta dell'Osservatorio Meteorologico

A Porto Maurizio si trova l'Osservatorio Meteorologico e Sismico, situato nella torretta del palazzo della scuola primaria di piazza Roma (dove in precedenza sorgeva il convento dell'Annunziata), che fornisce con continuità dati relativi alle condizioni locali ed è inserito in varie reti di rilevazione scientifica. Nel 2023 entra a far parte delle stazioni storiche a livello mondiale, riconoscimento ottenuto dall' Organizzazione meteorologica mondiale

#### Università
Polo Universitario di Imperia, affiliato all'Università degli Studi di Genova. Include le facoltà di giurisprudenza, scienze del turismo, economia, DAMS e Produzione e Traduzione Audiovisiva per le Arti e lo Spettacolo (ProTAvAS).

#### Musei
- Museo Navale Internazionale del Ponente Ligure, ospitato negli storici magazzini commerciali di Porto Maurizio, completamente ristrutturati[17].
- Museo Centrale dell'Istituto Storico della Resistenza, in via Cascione a Porto Maurizio[18].
- Museo del presepe e pinacoteca civica di Imperia, in piazza Duomo a Porto Maurizio.
- Museo delle confraternite, presso la confraternita della Santissima Trinità, al Monte Calvario[19].
- M.A.C.I. Museo d'Arte Contemporanea di Imperia, Villa Faravelli, Viale Giacomo Matteotti, 151.

### Manifestazioni
Sono tipiche di Porto Maurizio le celebrazioni della Settimana Santa, inalterate da secoli, in particolare:
- i cosiddetti Sepolcri, in realtà celebrazioni dell'Ultima Cena. In occasione del Giovedì santo, tutte le chiese abbelliscono un altare secondario con decorazioni floreali e vegetali (tipicamente con piatti in cui è stato fatto germinare del grano tenuto all'ombra, che rimane quasi bianco), petali di fiori o decorazioni con drappi e disegni fatti con polveri colorate con il tema dell'eucaristia. Poiché sono decorazioni gioiose, devono essere rimosse in occasione del Venerdì Santo per cui durano soltanto pochi giorni. Tipica della devozione popolare è la visita in successione di tutti i Sepolcri;
- la processione della sera del Giovedì santo, in cui le cantorìe delle varie confraternite della città passano di chiesa in chiesa, ripetendo antichissimi canti a cappella in latino;
- la Cařà d'a Cruxe (Calata della Croce) al Venerdì Santo: si rievoca ritualmente la Deposizione di Cristo nel Duomo spoglio, spento e silenzioso, con l'altare trasformato in Golgota coprendolo con cartapesta che simula la roccia (un po' come nei presepi, ma qui le dimensioni non sono ridotte) e utilizzando una statua con le braccia snodate, che permette di ricreare in modo realistico la scena della Deposizione. I membri della confraternita della Santissima Trinità si alternano a schiodare e calare dalla croce il Cristo, portandolo poi in processione nella piazza del Duomo insieme con gli oggetti utilizzati (chiodi, martello, scale, bende, eccetera). Tutto avviene nel silenzio più totale e le martellate e i rumori dell'operazione, amplificati dalle dimensioni della chiesa, rendono la cerimonia particolarmente toccante.

## Economia
Nel passato, la sua economia era basata sulla pesca e la navigazione, sia d'altura sia di piccolo cabotaggio (generazioni di portorini hanno praticato questa professione in tutti i mari del mondo, prima sui velieri, poi sui "vapori"), ma soprattutto sulla produzione e il commercio dell'olio di oliva, per cui era celebre nell'intero Mediterraneo.
Oggi è quasi prevalentemente turistica, basandosi sulle spiagge, il porto turistico (di cui è in costruzione un radicale ampliamento) e il clima indubbiamente favorevole.

## Infrastrutture e trasporti
La località era servita dalla stazione ferroviaria di Imperia Porto Maurizio, sulla linea Genova-Ventimiglia, sostituita nel 2016 dalla nuova stazione unificata di Imperia in conseguenza del raddoppio e dello spostamento a monte della ferrovia.
Il trasporto pubblico è svolto con autoservizi svolti dalla Riviera Trasporti.
Fra il 1893 e il 1895 la città era collegata alla vicina Oneglia tramite una tranvia a cavalli. Nel 1926 fu inaugurata sul medesimo tracciato una tranvia elettrica gestita dalla Società Tranvie Elettriche Provincia di Imperia (STEPI), che rimase in esercizio fino al 1947.